# Hylocomiastrum himalayanum
Hylocomiastrum himalayanum är en bladmossart som beskrevs av Brotherus 1925. Hylocomiastrum himalayanum ingår i släktet Hylocomiastrum och familjen Hylocomiaceae. Inga underarter finns listade i Catalogue of Life.